# Ingrid Samuelsson
Ingrid Hanna Margareta Samuelsson, född 15 november 1909 i Uppsala, död 5 december 1988 i Matteus församling i Stockholm och gift Samuelsson-Forsén, var en svensk radio- och TV-producent. Hon var en av få kvinnor som producerade program för radio och TV under dess inledande år, och hennes inriktning var konsumentjournalistik.
Under beredskapsåren höll hon radioföredrag om rationell hushållning. I början av 1940-talet blev hon producent för Radiotjänsts hem- och familjeprogram. Vid mitten av 1950-talet gick hon över till TV och var fram till 1969 chef för TV:s hem- och familjesektion med konsumentupplysning. Därefter arbetade hon fram till sin pension 1975 som TV-reporter och TV-producent.
Ingrid Samuelsson-Forséns program var före sin tid i de frågor som rörde kvinnors villkor i familjen och på arbetsmarknaden. Hon avslöjade arbetsgivarnas fördomar gentemot kvinnlig arbetskraft, och i sina program kritiserade hon synen på kvinnor som en homogen grupp lätt att schablonisera.

## Biografi

### Bakgrund
Ingrid Samuelsson var dotter till Sixten Samuelsson och Ruth Andersson. Fadern var lektor och senare rektor vid Högre allmänna läroverket i Uppsala. Själv var Ingrid det äldsta barnet av fyra. Efter normalskolekompetens utbildade hon sig till skolkökslärarinna vid Fackskolan för huslig ekonomi i Uppsala och var klar 1932 efter fem terminers studier. 
Åren 1934–1936 arbetade hon i sitt yrke på Tyringe helpension i Hindås, en framstegsvänlig flickskola och internatskola där teori blandades med praktik. Exempelvis knöts skolköksundervisningen till kemi, fysik och ekonomi. Hennes erfarenheter därifrån kom väl till pass när hon fick vara med om att bygga upp en ny yrkesutbildning i Stockholm för hembiträden; utbildning skulle ge yrket högre status. Hon anställdes som lärare på skolan och var från 1938 dess föreståndare.
1939 anlitades Ingrid Samuelsson för första gången av Radiotjänst för att hålla föredrag om att laga mat och hushålla med ingredienser (vad som då benämndes "praktiska frågor"). Under beredskapstiden växte intresset för kvinnors kunskaper i hemmet, och Samuelsson kom till radion med alldeles rätt bakgrund. I föredragen argumenterade Ingrid Samuelsson för hemarbetets rationalisering, för att på så sätt ge kvinnor möjligheter till andra värdefulla sysselsättningar. Hon satte därmed kvinnors egna intressen i fokus. I Julstöka lagom, 1939, menade hon att om männen varit husmödrar hade de säkert rationaliserat hemmets arbetsförhållanden såväl som arbetsredskapen. Hon ansåg också att man kanske skulle kunna köpa färdig mat i stället för att laga den själv. På så sätt introducerade hon tanken på husmodern som konsument.

### Radioåren 1942–1954
När radions första kvinnliga producent Kerstin Axberger (då Berggren) skulle vara barnledig 1942, ville hon ha Ingrid Samuelsson som sin vikarie för hem- och familjeprogrammen. Nu gällde det inte bara att hålla föredrag utan även att planera och organisera. Redan efter tre dagar blev Samuelsson reporter på fältet med ett reportage i Dagens Eko; platsen var Zinkensdamm i Stockholm där en kooperativ husmorsgymnastik skulle sätta igång. De första årens reportage präglades av hushållning i kristid, som exempelvis om fenomenet att odla i centrala stan(”Mitt i planteringen – stockholmaren skördar”).
1945 var Ingrid Samuelsson i USA ett halvår, på ett stipendium för att studera hur information om hemmets arbete spreds till konsumenterna. En del av tiden vistades hon vid Iowa State College i Ames, där undervisningen i Home Economics omfattade journalistik och radioproduktion i egen studio. Lärdomarna från skolan kom efter hemkomsten till Sverige att omsättas i radioprogram.
Året efter fick Samuelsson en fast tjänst, som Radiotjänsts andra anställda kvinnliga producent. Hon blev en stridbar kvinnosakskvinna som i programmet Husmorshalvtimmen utöver husmorsfrågor tog upp hem- och familjepolitik, hälsofrågor och konsumentupplysning. Hon undvek inte kontroversiella ämnen som preventivmedel eller ogifta mödrars situation.
Ingrid Samuelssons stora och nydanande insats var att aktivera lyssnarna i programarbetet. En dialog uppstod med lyssnarna som ofta hörde av sig brevledes. Med breven som utgångspunkt reste hon ut i landet för att  intervjua kvinnor ur alla samhällsklasser. Ett påpassligt könsperspektiv gavs 1952, i ett reportage från första maj när hon under demonstrationstid intervjuade några arbetarkvinnor i tvättstugan. De hade inte tid att fira.
För att ta vara på innehållet i breven utlystes 1948 tävlingen Vettigt hemarbete. Lyssnarna bads om tips som gällde hemarbetet. Flera program som byggde på förslagen sändes 1949, och Radiotjänst gjorde en bok på materialet. Efter lyssnarnas önskemål startade uppföljaren Husmorsskolan, vars undervisning skedde i samarbete med Hemmets forskningsinstitut. I sin programförklaring för det programmet betonade hon att kvinnorna behövde både uppmuntras och uppviglas. Under sin tid som lärare på Tyringe helpension hade Ingrid Samuelsson tagit intryck av flickpensionens rektor, Ester Boman, en progressiv pedagog som i skolköksundervisningen anknöt till vetenskapliga rön i ämnena fysik, kemi och ekonomi. Här grundlades den vetenskapliga syn på hemarbetet som manifesterades i Husmorsskolan. En av Ingrid Samuelsson pedagogiska insatser var att aktivera lyssnarna i programmen. Kollegan Maud Reuterswärd menade att hon var en ”murbräcka”. Gräl och samtal, som tidigare inte varit möjliga, hördes nu i radion.
På vissa platser bildades studiecirklar, och i direktsänd radio hölls examen och kursavslutning. Samuelssons credo var att hemarbetet var både viktigt och nödvändigt. Men det skulle planeras och rationaliseras, så att tid skapades för mer utvecklande sysselsättningar.
När kvinnor på 1950-talet alltmer sökte sig ut på arbetsmarknaden vidgades hem- och familjeprogrammens ämnesområden. Man tog upp sociala frågor som åldringsvård, hälsovård, skolfrågor samt konsumentfrågor. I radions årsbok för 1953–1954 anges 300 program per år under rubriken ”Hem och familj”.

### TV-åren 1954–1975
Under 1950-talet började Ingrid Samuelsson en ny karriär inom televisionen. Hon visade tidigt intresse för det nya mediet, som en av de mest aktiva i den TV-klubb som Radiotjänst dragit igång 1950. I slutet av 1954 startade en TV-skola för radiomedarbetare. Samuelsson rekryterades till producenternas programgrupp, där hon skulle ha fokus på hem- och familjeprogram. När televisionen 1956 startade reguljära sändningar, ingick hon i den första organisationen med 20 anställda programtjänstemän.
Under televisionens första år utgjorde hem och familj hela tiden en egen programproducerande sektion, med Ingrid Samuelsson som chef men också som reporter och producent. Från 1963 till kanalklyvningen 1969 tillhörde sektionen "hem- och familj- med konsumentupplysning" samhällsredaktionen. Ingrid Samuelsson fortsatte sitt arbete att synliggöra kvinnors villkor. Ett återkommande tema i programmen var kvinnans situation i arbetslivet. Några exempel:  ”Kvinnans två roller” (1957), ”Sämre lön för samma arbete” (1960) och ”Kvinnor i arbetslivet” (1961).
Från sent 1950-tal satsade sektionen för hem och familj, i samarbete med expertis, på program om barnavård, hälso- och sjukvård. Ingrid Samuelsson var producent för reportageserierna Bilderbok av baby (1957/58), som följde ett barn från BB till ett års ålder, och De första sex åren (1961), om barn i förskoleåldern. På sektionen producerades bland annat Hemma, med Ria Wägner som programledare. Det programmet kom att stå modell för magasinsprogram för hela familjen långt in i senare tid.
Ingrid Samuelsson var med i den arbetsgrupp som 1962 sammanställde Konsumentupplysning i tv, ett tillägg till 1960 års radioutredning. Konsumentjournalistik skulle inte enbart granska varor utan även tjänster. Den uppfattningen tillämpades redan i Konsumentrutan, som hösten 1959 startat med Ingrid Samuelsson som producent. 1961–1962 hette det aktuella konsumentmagasinet Varan och vi. Våren 1969 sändes serien Konsument 69, som bekräftade en utveckling som varit på väg i några år. Programmen hade inte längre granskning av varor och tjänster som det centrala utan istället antagit formen av samhällsreportage.
Under Samuelssons ledning av hem- och familjeprogrammen kom inriktningen att breddas. I längre reportage belyste hon frågor som hade med kvinnors vardagsvillkor att göra. Reportaget Kvinnans två roller (1957) utgick från Alva Myrdals och Viola Kleins nyutkomna bok Kvinnans två roller. Reportaget Sämre lön för samma arbete. Fakta och funderingar kring kvinnolöner (1960) sändes inför det årets avtalsförhandlingar, i vilka LO och SAF kom överens om att under en femårsperiod gradvis avskaffa särskilda kvinnolöner. I reportaget Kvinnor i arbetslivet. Fabriksflickan Marianne och hennes 120 000 systrar (1961) avslöjades arbetsgivares uppfattning om bland annat kvinnors speciella fallenhet för ”monotona” arbetsuppgifter vid löpande band. I Alla friar till kvinnan. Fakta och funderingar kring omskolningen för nya arbetsuppgifter (1962) uppmanades kvinnor bland annat att söka sig till mekanikerkurser inom traditionellt manliga yrkesområden. I Vad kvinnan kan och vill och får. Fakta och funderingar om arbetslivet (1966) är huvudfrågan om arbetsmarknaden behandlade kvinnor och män lika med utgångspunkt från deras personliga förutsättningar. I reportaget uppmärksammades den könssegregerade arbetsmarknaden och de två faktorer som var gemensamma för flertalet av kvinnors yrken – de var dåligt betalda, och som regel fanns mycket små möjligheter till befordran. I Fogliga flickor och tuffa killar. Spekulationer kring ett traditionellt mönster, om könsroller hos barn (1966) gav hon med bland annat barns hjälp näring åt den könsrollsdebatt som då pågick.
Ingrid Samuelsson fortsatte under 1960-talet med sina dokumentära filmreportage, även dessa producerade inom sektionen för hem och familj. De berörde även teman som överlevnadsfrågor i Indien, varuhusstrategier i London, avvecklingsproblem i den småländska landsorten eller annonsmoralen i svenska massmediaer.
Efter kanalklyvningen 1969 upphörde sektionen för hem och familj. Därefter arbetade Ingrid Samuelsson som producent och reporter fram till pensionen 1975. 

### Privat och övrigt
Ingrid Samuelsson har även medarbetat i läroböcker och i skrifter utgivna av Radiotjänst/Sveriges Radio.
Hon var från 1954 gift med radiomannen och arkivmannen Olof Forsén från Göteborg, fram till hans död 1967. De fick inga gemensamma barn, och efter makens död levde hon vidare som änka fram till sin egen död 1988. De två är begravda på Skogskyrkogården i Stockholm.